# Ignacewo (powiat koniński)
Ignacewo – wieś w Polsce położona w województwie wielkopolskim, w powiecie konińskim, w gminie Ślesin.
Miejscowość leży przy drodze wojewódzkiej DW263.
W latach 1954–1957 wieś należała i była siedzibą władz gromady Ignacewo, po jej zniesieniu w gromadzie Ślesin. W latach 1975–1998 miejscowość administracyjnie należała do województwa konińskiego.
Podczas powstania styczniowego w dniu 8 maja 1863 w okolicy rozegrała się przegrana przez Polaków I bitwa pod Ignacewem, gdzie oddziałami powstańczymi dowodził płk. Edmund Taczanowski. Niedługo później doszło do II bitwy pod Ignacewem. W 1918 roku wzniesiono pomnik poświęcony poległym powstańcom, którzy zginęli podczas I bitwy pod Ignacewem. Podczas II wojny światowej został jednak zniszczony przez Niemców. W 1957 roku odsłonięto nowy pomnik. 
We wsi funkcjonuje jednostka Ochotniczej Straży Pożarnej. 